# Parametrisk design
Parametrisk design är en designfilosofi, där en designidé begränsas, formas, utvecklas och programmeras baserat på algoritmer och parametrar.
I parametrisk design knyts olika parametrar till andra, för att skapa egenskapskopplingar och begränsningar. Dessa parametrar kan exempelvis avse tekniska specifikationer, akustiska egenskaper, materialval eller ekonomi. Men det kan även vara rent geometriska former eller designelement.
Ramvillkoren gör det sedan möjligt att utforska olika designmodeller och lösningar. Genom moderna IT-system blir det möjligt att med dessa parametrar utforska en lång rad alternativa lösningar, som tidigare med manuellt arbete hade varit enormt arbetskrävande och i vissa fall sannolikt omöjliga att hitta.  
Parametrisk design används bland annat inom arkitekturen, ofta kopplat till digitala verktyg och IT-system avsedda för fysisk design, även om fenomenet har historiska kopplingar till design och arkitektur, bland andra Antoni Gaudí, som använde analoga modeller för att utforska fysisk design.
Kända exempel från arkitekturen är konstmuseet Museo Soumaya i Mexico City, Walt Disney Concert Hall i Los Angeles och Beijing National Aquatics Centre i Beijing.
Parametrisk design kan även kallas algoritmstyrd design, datorstödd design eller kopplingsstyrd design.